# Fotoautotroof
Fotoautotrofie is de eigenschap van een organisme om zelf chemische energie op te slaan in een proces waarbij (zon)licht de energiebron is, zonder hulp van andere organismen. Het woord heeft een Oudgriekse afleiding: φῶς  (phōs) betekent "licht", αὐτός (autos) "zelf", en τροφή (trophē) "voedsel".
Het tegenovergestelde is heterotrofie.
Veel planten zijn fotoautotroof: ze kunnen uit licht energie halen om onder andere suikers te maken (uit anorganische stoffen). Dit proces wordt ook fotosynthese genoemd.

## Overzicht
| Energiebron     | Licht                   | foto-  |         |         | -troof |
| Energiebron     | Licht & redoxreactie    | mixo-  |         |         | -troof |
| Energiebron     | Redoxreactie            | chemo- |         |         | -troof |
| Elektronendonor | Organische verbinding   |        | organo- |         | -troof |
| Elektronendonor | Anorganische verbinding |        | litho-  |         | -troof |
| Koolstofbron    | Organische verbinding   |        |         | hetero- | -troof |
| Koolstofbron    | Anorganische verbinding |        |         | auto-   | -troof |

anoxygene fotosynthese · caroteen · carotenoïde · bladgroenkorrel · chloroplast · bladgroen · chlorofyl · fotosynthese · fotosynthetisch pigment · thylakoïde · xanthofyl
Archaeplastida · algen · blauwalgen · Elysia chlorotica
fotoautotroof · fototroof
lichtreacties · fotosysteem I · fotosysteem II · fotolyse van water · Calvincyclus · redoxreactie · rubisco
Jan Baptista van Helmont · Jan Ingenhousz · Joseph Priestley · Theodor Wilhelm Engelmann · Melvin Calvin